# جينريك بولجاكوف
جينريك بولجاكوف (19 يناير 1929 – 2010) هو مبارز بالسيف من الاتحاد السوفيتي راحل، مثّل بلاده في الألعاب الأولمبية الصيفية 1952.

## روابط رياضية
جينريك بولجاكوف على موقع أوليمبيديا (الإنجليزية)